# Jørgen Leschly Sørensen
Jørgen Leschly Sørensen   (Lumby, 24 de setembre de 1922 - Odense, 21 de febrer de 1999) fou un futbolista danès de la dècada de 1940.
Fou 14 cops internacional amb la selecció de Dinamarca amb la qual participà en els Jocs Olímpics d'Estiu de 1948.
Pel que fa a clubs, defensà els colors de B 93, Odense BK, Atalanta B.C. i AC Milan.